# Connie Perignon
 (août 2025).
La mise en forme du texte ne suit pas les recommandations de Wikipédia : il faut le « wikifier ».
Les points d'amélioration suivants sont les cas les plus fréquents :
- Les titres sont pré-formatés par le logiciel. Ils ne sont ni en capitales, ni en gras.
- Le texte ne doit pas être écrit en capitales (les noms de famille non plus), ni en gras, ni en italique, ni en « petit »…
- Le gras n'est utilisé que pour surligner le titre de l'article dans l'introduction, une seule fois.
- L'italique est rarement utilisé : mots en langue étrangère, titres d'œuvres, noms de bateaux, etc.
- Les citations ne sont pas en italique mais en corps de texte normal. Elles sont entourées par des guillemets français : « et ».
- Les listes à puces sont à éviter, des paragraphes rédigés étant largement préférés. Les tableaux sont à réserver à la présentation de données structurées (résultats, etc.).
- Les appels de note de bas de page (petits chiffres en exposant, introduits par l'outil «  Source ») sont à placer entre la fin de phrase et le point final[comme ça].
- Les liens internes (vers d'autres articles de Wikipédia) sont à choisir avec parcimonie. Créez des liens vers des articles approfondissant le sujet. Les termes génériques sans rapport avec le sujet sont à éviter, ainsi que les répétitions de liens vers un même terme.
- Les liens externes sont à placer uniquement dans une section « Liens externes », à la fin de l'article. Ces liens sont à choisir avec parcimonie suivant les règles définies. Si un lien sert de source à l'article, son insertion dans le texte est à faire par les notes de bas de page.
- La présentation des références doit suivre les conventions bibliographiques. Il est recommandé d'utiliser les modèles {{Ouvrage}}, {{Chapitre}}, {{Article}}, {{Lien web}} et/ou {{Bibliographie}}. Le mode d'édition visuel peut mettre en forme automatiquement les références.
- Insérer une infobox (cadre d'informations à droite) n'est pas obligatoire pour parachever la mise en page.

Pour une aide détaillée, merci de consulter Aide:Wikification.
Si vous pensez que ces points ont été résolus, vous pouvez retirer ce bandeau et améliorer la mise en forme d'un autre article.
 (août 2025).
 (juillet 2025).
Connie Perignon, née le 10 octobre 1992 à Taipei (Taïwan), est une actrice pornographique, mannequin et influenceuse taïwano-américaine. Active depuis 2022, elle se distingue par son style visuel affirmé, son image provocante et sa présence sur les plateformes numériques telles qu’OnlyFans.

## Biographie

### Jeunesse et formation
Née à Taipei, Connie Perignon grandit entre Los Angeles, New York et Taïwan. À la recherche d'opportunités de mannequinat et de théâtre, elle s’installe à New York à l'âge de 17 ans et y demeure treize années.
Après des études universitaires brillantes (diplômée summa cum laude), elle entame une carrière dans le marketing digital, d'abord pour des marques de streetwear, puis dans une grande entreprise de boissons de plusieurs milliards de dollars selon ses dires.

### Débuts dans l'industrie pornographique
Elle débute dans le cinéma pour adultes en 2022 avec une production de Jules Jordan Video. Sa première vidéo connaît un succès immédiat, ce qui la convainc de poursuivre dans l’industrie.

## Carrière

### Ascension et collaborations
Dès ses débuts, Connie Perignon se démarque par son esthétique tatouée, son charisme de caméra et sa forte interaction avec le public. Elle tourne pour de nombreux studios reconnus, parmi lesquels :
- Brazzers
- Jules Jordan Video
- Evil Angel
- Naughty America
- Reality Kings
- Adult Time
- BB Network

Parallèlement à ses collaborations studio, elle développe une activité indépendante importante via OnlyFans.

### Image publique
Elle adopte une image dite de « maximaliste » : maquillage prononcé, tenues luxueuses, bijoux brillants, et mise en avant de ses racines asiatiques. Elle est souvent représentée comme incarnant une image moderne et décomplexée de la sexualité féminine asiatique. 
Elle entretient un lien étroit avec ses abonnés via des contenus personnalisés, des livestreams et des échanges directs (sexting, concours, votes participatifs, etc.).

### Apparitions dans d'autres médias
En juillet 2020, Connie déclare sur le réseau social Twitter avoir figuré dans le clip de la chanson « Bitch I’m Madonna » de Madonna. Elle écrit : « Petite anecdote : je portais exactement ce même haut quand j’ai participé au clip “Bitch I’m Madonna” de Madonna, il y a cinq ans. ».

## Distinctions

### Saison 2023:
| Compétition    | Catégorie            | Résultat | Source |
| -------------- | -------------------- | -------- | ------ |
| Pornhub Awards | Favorite Inked Model | Lauréate | [ 6 ]  |
| Urban X Awards | Hottest Inked Star   | Nominée  | [ 7 ]  |
| Urban X Awards | Rising Star          | Nominée  | [ 7 ]  |

### Saison 2024:
| Compétition    | Catégorie            | Résultat | Source |
| -------------- | -------------------- | -------- | ------ |
| Pornhub Awards | Big Tits Performer   | Nominée  | [ 8 ]  |
| Pornhub Awards | Favorite Inked Model | Nominée  | [ 8 ]  |
| Urban X Awards | Hottest Inked Star   | Nominée  | [ 9 ]  |